# Ёлкин, Владимир Иванович
Владимир Иванович Ёлкин  (род. 9 августа 1946 года, Долгопрудный) — российский учёный-математик, доктор физико-математических наук, профессор МГУ и МФТИ.

## Биография
Родился 9 августа 1946 года в г. Долгопрудном.
Интерес к авиации привёл его в Московский авиационный техникум имени Годовикова, который он окончил в 1968 г. по специальности «самолётостроение». После чего с 1968 по 1970 гг. служил в рядах Советской Армии. В 1970 г. поступил на факультет управления и прикладной математики МФТИ.
По окончании института в 1976 г. продолжил обучение в аспирантуре МФТИ под руководством проф. Ю. Н. Павловского, по окончании которой в 1979 г. защитил диссертацию на звание к.ф.м.н. по теме «Алгебраические методы в теории факторизации управляемых динамических систем».
Владимир Иванович Ёлкин после окончания МФТИ связал свою судьбу с Вычислительным центром АН СССР, где трудился в должностях младшего научного сотрудника, научного сотрудника, а в настоящее время — ведущего научного сотрудника.
В 1992 году защитил диссертацию «Эквивалентность, факторизация и сужение управляемых динамических систем» на учёную степень доктора физико-математических наук. В том же 1992 г. присвоено учёное звание старший научный сотрудник. С 1996 — звание профессора.
Является членом диссертационного совета Д 212.141.15 при МГТУ имени Н. Э. Баумана

## Преподавательская деятельность
В Московском физико-техническом институте преподаёт с 1980 г. (ассистент, доцент, профессор).
В н.в. читает курсы:
- Основы математической теории управления нелинейными системами
- Дополнительные главы теории управления нелинейными системами[2]

В Московском университете В. И. Ёлкин с 2001 г. преподаёт на факультете вычислительной математики и кибернетики в должности профессора по кафедре нелинейных динамических систем и процессов управления, где читает и ведёт практические занятия по учебному курсу «Современная теория динамических систем».

## Награды и почётные звания
- государственная стипендия для ведущих учёных России (1994, 1997, 2000).
- Медаль «В память 850-летия Москвы» (1997)
- Действительный член РАЕН (2000).
- Лауреат первой премии конкурса научных работ ВЦ РАН (2002).
- Лауреат первой премии на юбилейном конкурсе научных работ ВЦ РАН, посвящённом 100-летию со дня рождения академика А. А. Дородницына (2010 г.).[1]

## Научные интересы и достижения
Основные научные достижения проф. В. И. Ёлкина связаны с разработкой дифференциально-геометрических и алгебраических методов в теории нелинейных управляемых динамических систем.

## Избранная библиография
- Методы алгебры и геометрии в теории управления. Аффинные распределения и аффинные системы : Учеб. пособие / В. И. Ёлкин; — М. : МФТИ, 1996. — 111 с.; 20 см; ISBN 5-7417-0045-4
- Редукция нелинейных управляемых систем : Дифференц.-геометр. подход / В. И. Ёлкин. — М. : Наука : Изд. фирма «Физ.-мат. лит.», 1997. — 317 с.; 23 см; ISBN 5-02-015220-X.
- Редукция нелинейных управляемых систем. Декомпозиция и инвариантность по возмущениям / В. И. Ёлкин. — М. : ФАЗИС : ВЦ РАН, 2003 (ППП Тип. Наука). — 207 с.; 22 см; ISBN 5-7036-0080-4
- Редукция нелинейных управляемых систем : симметрии и классификация / В. И. Ёлкин. — Москва : ФАЗИС : Вычисл. центр РАН, 2006 (М. : Типография «Наука» Академиздатцентра РАН). — 240 с.; 22 см; ISBN 5-7036-0106-1
- Основы геометрической теории нелинейных управляемых систем : В. И. Ёлкин. — Москва : Физматлит, 2014. — 203 с.; 22 см; ISBN 978-5-9221-1545-2
  - Тоже [Электронный ресурс] : В. И. Ёлкин. — Москва : Физматлит, 2014. — 203 с.; 22 см; ISBN 978-5-9221-1545-2

### Диссертации
- Ёлкин, Владимир Иванович. Алгебраические методы в теории факторизации управляемых динамических систем : диссертация … кандидата физико-математических наук : 01.01.09. — Москва, 1979. — 123 с. : ил.
- Ёлкин, Владимир Иванович. Эквивалентность, факторизация и сужение аффинных управляемых систем : диссертация … доктора физико-математических наук : 05.13.18 / Российская академия наук. Вычислит. центр. — Москва, 1992. — 322 с.

### Редакторская деятельность
- Исследование операций (модели, системы, решения): [сборник] / Учреждение Российской акад. наук Вычислительный центр им. А. А. Дородницына РАН ; [отв. ред. В. И. Ёлкин]. — Москва : ВЦ РАН, 2011. — 87, [1] с. : ил., табл.; 20 см; ISBN 978-5-91601-060-2
- Исследование операций (модели, системы, решения) : [сборник] / Федеральное гос. бюджетное учреждение науки Вычислительный центр им. А. А. Дородницына Российской акад. наук; [отв. ред. В. И. Ёлкин]. — Москва : ВЦ РАН, 2012. — 78, [1] с. : ил., табл.; 21 см; ISBN 978-5-91601-074-9
- Исследование операций : модели, системы. решения / Федеральное гос. бюджетное учреждение науки Вычислительный центр им. А. А. Дородницына Российской акад. наук; [отв. ред. В. И. Ёлкин]. — Москва : ВЦ РАН, 2014. — 82 с. : табл.; 21 см; ISBN 978-5-91601-108-1
- и др.